# Barcelona Uroloki 2019
Questa voce raccoglie le informazioni riguardanti i Barcelona Uroloki nelle competizioni ufficiali della stagione 2019.

## Roster
| Roster dei Barcelona Uroloki (2019) |
| --- |
| Quarterback - 3 Brandon Jon Smith - 11 Saul Rosero Valencia QB/WR/DB/K - 12 Kevin Monplot Running Back - 7 Fede Osorio Plaza - 26 Pau Roig Soler - 29 Jonatan Garcia Torreblanca FB/LB - 31 Cristian Angulo Martin RB/LB Wide Receiver - 16 Pol Mazon Caballero WR/DB - 21 Pedro Gandarillas Portillo WR/DB - 85 Albert López Rodríguez - 87 Jesús Edgar Valdivia Castro Tight End - 81 Adrian Bertran Salinas Offensive Linemen - 50 Alberto Cano C - 52 Lukas Siefert G - 66 Manuel Rubio Garcia G - 67 Carlos Romero Prieto G/DE - 71 Oriol Guzman Ribera OT - 75 Joan Manuel Mas Atance G - 78 Xavi Guillorme Garcia G - 79 Sergej Tchepur G Defensive Linemen - 5 Marcos Ivan Carmona Villegas DE - 10 David Fernandez Lopez DE/LB - 51 Eduardo Cornielle Soto DE - 56 Gabriel Fernandez Carrizo NG - 64 Jesus Soler Alonso DT/NG - 76 Christian Moran Garcete DE - 91 Sergio Olivas Narbona DE Linebacker - 9 Carlos Garcia Toribio - 39 Esteve Cabrera Puigdomenech - 55 Fran Giménez Garcés - 92 Albert Prunera - 99 Miquel Ribas Rajadell Defensive Back - 2 Nestor Navarro Alacio - 13 Nico Gaber Saquicela - 14 Guillem Visent Hernandez S/WR - 19 Romain Guyot - 20 Lluc Gassol Montoriol - 27 Alexis Karim Medjoub - 80 Oscar Olivas CB Special Team |

## XXXI LCFA Senior

### Stagione regolare
| 3 novembre 2018, ore 16:00 | Barberá Rookies | 12 – 30 referto | Barcelona Uroloki |  |

| 17 novembre 2018, ore 17:00 | Barcelona Uroloki | 7 – 0 referto | Terrassa Reds |  |

| 2 dicembre 2018, ore 11:30 | Vilafranca Eagles | 0 – 27 referto | Barcelona Uroloki |  |

| 16 dicembre 2018, ore 19:00 | Barcelona Uroloki | 42 – 17 referto | Santa Coloma de Cervelló Legends |  |

| 12 gennaio 2019, ore 17:00 | Riudoms Rebels | 12 – 20 referto | Barcelona Uroloki |  |

| 27 gennaio 2019, ore 11:00 | L'Hospitalet Pioners | 21 – 29 referto | Barcelona Uroloki |  |

| 9 febbraio 2019, ore 16:30 | Barcelona Uroloki | 3 – 19 referto | Barcelona Búfals |  |

| 24 febbraio 2019, ore 11:00 | Reus Imperials | 0 – 20 referto | Barcelona Uroloki |  |

| 10 marzo 2019, ore 17:00 | Barcelona Uroloki | 34 – 7 referto | Ducs Football |  |

| 24 marzo 2019, ore 16:00 | Barcelona Pagesos | 0 – 16 referto | Barcelona Uroloki |  |

| 6 aprile 2019, ore 16:30 | Barcelona Uroloki | 19 – 14 referto | Argentona Bocs |  |

### Playoff
| 28 aprile 2019, ore 16:30 | Barcelona Uroloki | 15 – 12 referto | Terrassa Reds |  |

| 11 maggio 2019, ore 17:00 | Barcelona Uroloki | 30 – 21 referto | L'Hospitalet Pioners |  |

## Statistiche di squadra
| Competizione      | %Vittorie | In casa | In casa | In casa | In casa | In casa | In casa | In trasferta | In trasferta | In trasferta | In trasferta | In trasferta | In trasferta | Totale | Totale | Totale | Totale | Totale | Totale |
| Competizione      | %Vittorie | G       | V       | N       | P       | Pf      | Ps      | G            | V            | N            | P            | Pf           | Ps           | G      | V      | N      | P      | Pf     | Ps     |
| ----------------- | --------- | ------- | ------- | ------- | ------- | ------- | ------- | ------------ | ------------ | ------------ | ------------ | ------------ | ------------ | ------ | ------ | ------ | ------ | ------ | ------ |
| Stagione regolare | .909      | 5       | 4       | 0       | 1       | 105     | 57      | 6            | 6            | 0            | 0            | 142          | 45           | 11     | 10     | 0      | 1      | 247    | 102    |
| Playoff           | 1.000     | 2       | 2       | 0       | 0       | 45      | 33      | 0            | 0            | 0            | 0            | 0            | 0            | 2      | 2      | 0      | 0      | 45     | 33     |
| Totale            | .923      | 7       | 6       | 0       | 1       | 150     | 90      | 6            | 6            | 0            | 0            | 142          | 45           | 13     | 12     | 0      | 1      | 292    | 135    |